# قائمة قلاع وحصون اليمن

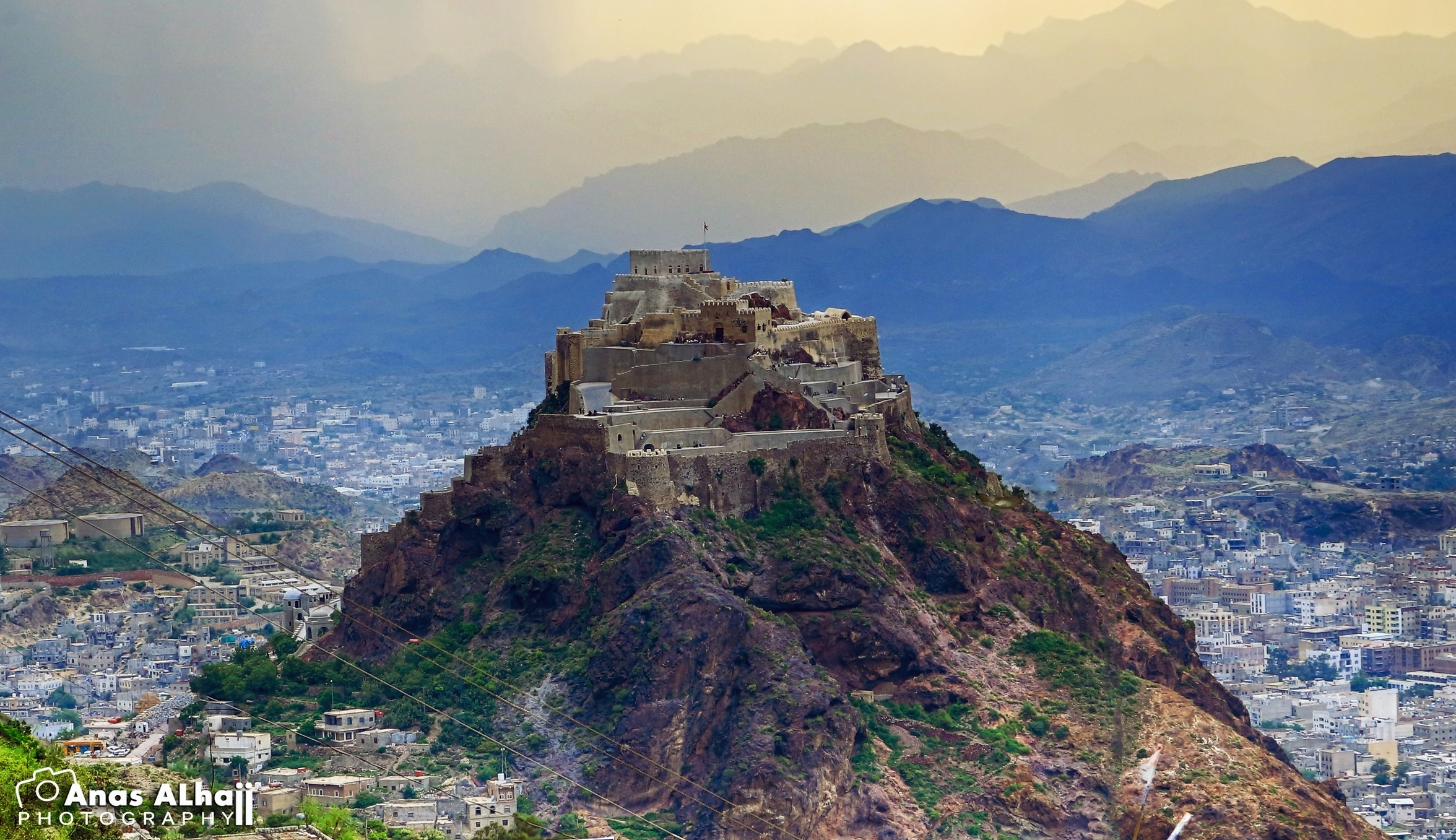
قلعة القاهرة بتعز

القَلْعَة هو حصن منيع يشيَّد في موقع يصعب الوصول إليه، وغالبًا ما يكون على قمة جبل أو مشرفًا على بحر، وقد وجد بعضها مشيداً على أرض منبسطة.

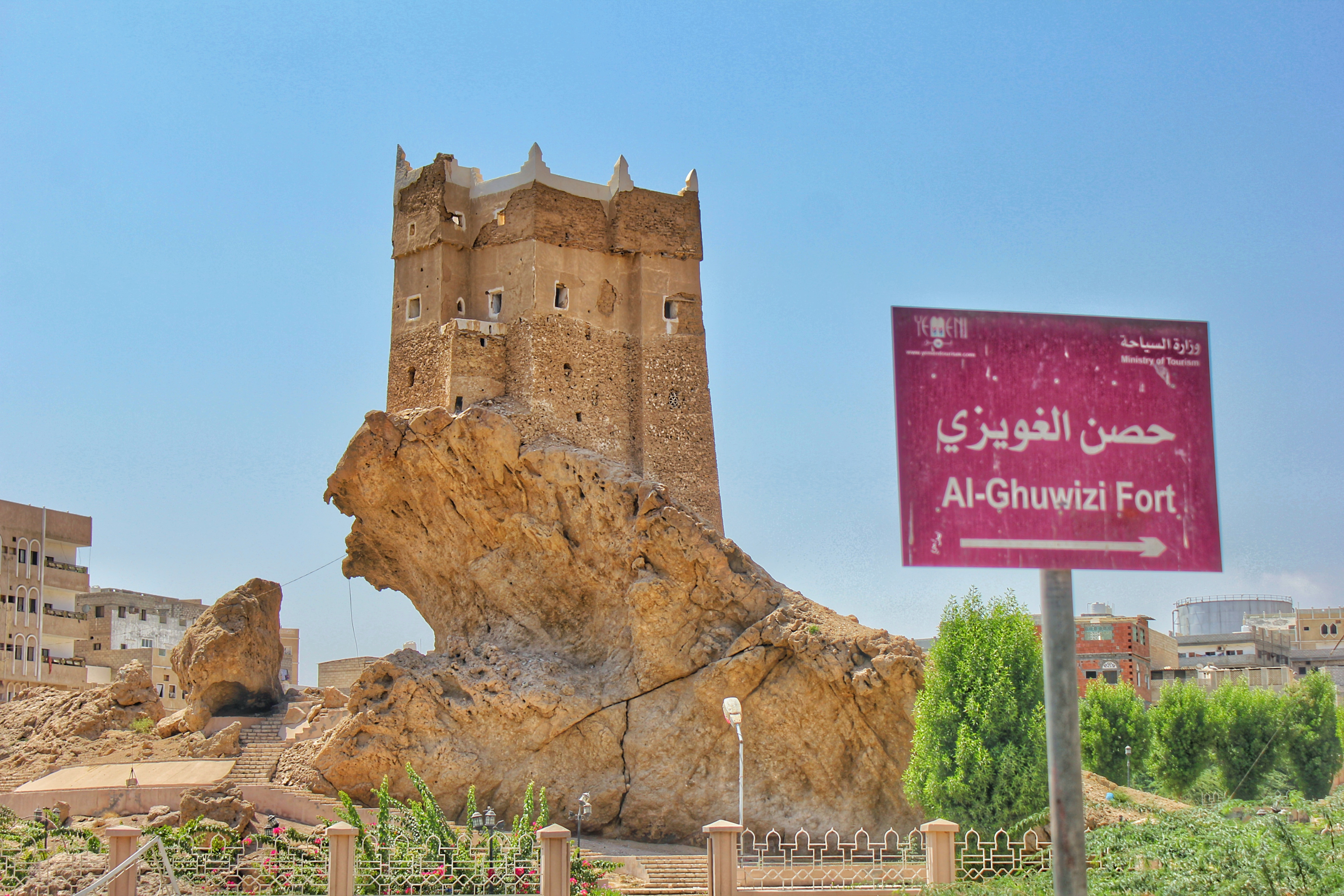
حصن الغويزي بالمكلاء

## قائمة قلاع وحصون اليمن
تحتوي هذه القائمة على أسماء القلاع والحصون في اليمن.
- الحصن الشامخ
- حصن بيت البهلولي حبيش
- حصن اريان
- حصن الجاهلي الكافر
- حصن الجوة
- حصن الحجلة
- حصن الدامغ
- حصن الرناد
- حصن الصمع
- حصن العسلة
- حصن الغويزي
- حصن القدم
- حصن القرانع
- حصن القفل
- حصن الموشح
- حصن الوجيه
- حصن براش
- حصن تالبة
- حصن جبل العشة
- حصن جبل يمين
- حصن حجر السيد
- حصن شرياف
- حصن شمسان
- حصن غالب
- حصن كوكبان
- حصن منابر
- حصن الغراب
- حصن الزكاتين
- قشلة باقم
- قشلة كتاف
- قشلة مجز
- قشلة منبه
- قصر غمدان
- قصر سلحين
- قلعة البيضاء
- قلعة الجبوبي
- قلعة خدد
- قلعة الدملوة
- قلعة السنارة
- قلعة الصفقين
- قلعة القاهرة (تعز)
- قلعة القاهرة (حجة)
- قلعة القحيم
- قلعة الكورنيش
- قلعة بينون
- قلعة رداع
- قلعة سمارة
- قلعة شداء
- قلعة صيرة
- قلعة مسور
- دار الحيد